# 大象流

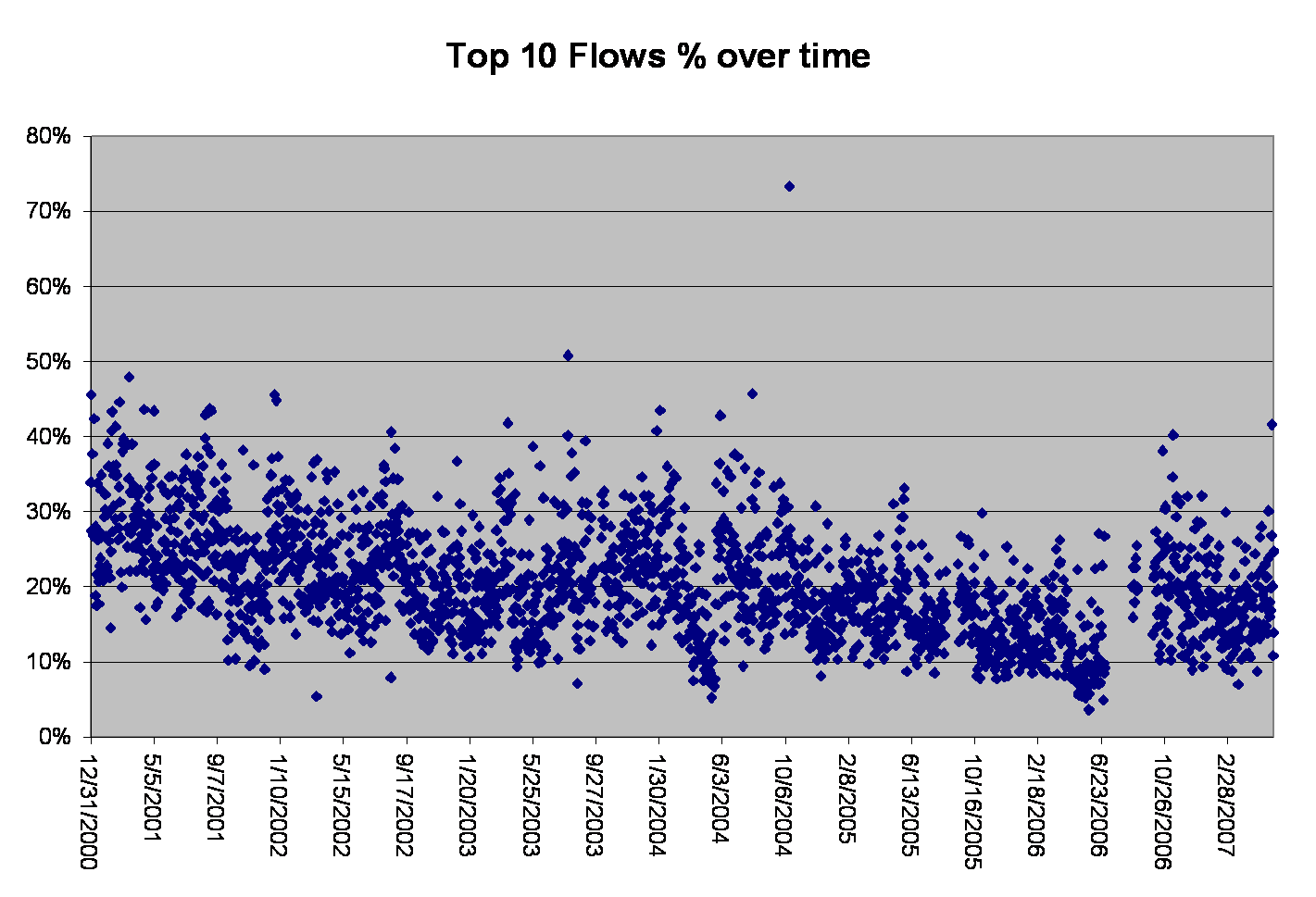
每日追踪前10流量的所有流量的百分比：从2001年12月至2007年5月，美国和日本之间的T-1线路。每日流量中位数约为35万。

在计算机网络中，大象流（英語：Elephant Flow）是由通过网络链路测量的傳輸控制協定（或其他协议）流建立的一个非常大的连续流（总字节数）。虽然大象流不常出现，但是在一段时间内会占据了总带宽的不成比例的份额。目前不清楚是谁创造了「大象流」"一词，但这一术语始于2001年发表的因特网网络研究中，当时观察到：少数流携带了大部分因特网流量，其余流量由大量携带的因特网流量很少（老鼠流）的流组成。例如，研究人员Mori等人研究了几所日本大学和研究网络的流量：在宽带网络中，他们发现大象流量仅占所有流量的4.7%，但占据了这段时间内所有传输数据的41.3%。
大象流对互联网流量的实际影响仍然是一个研究和争论的领域。一些研究表明，大象流可能与交通峰值和其他大象流（Lan & Heidemann and Mori）高度相关。研究人员提出了不同的定义，包括在一段时间内占总流量1%以上的流量、测量流量持续时间，以及观察流量大于这段时间内流量平均值加上三个标准差的流量。现阶段研究大象流的主要目标之一是为互联网开发更有效的带宽管理工具和预测模型。例如，研究人员通过降低大象流的优先级，将重点放在为小型流（老鼠流）提供更高服务质量（QoS）的服务上。